# Basilisco chilote
El basilisco, fasilisco, culebrón o athrathrao de la mitología chilota es una criatura mitad gallo y mitad culebra. Posiblemente su origen se deba a la unión del mito del Basilisco de la mitología griega, y del  Colo Colo de la mitología mapuche.

## Descripción
Es una criatura que parece una mezcla entre un ave y un reptil; tiene cabeza de gallo con una cresta roja, y un cuello largo como el cuerpo de una serpiente. Su cuerpo es igual al del gallo pero con pequeñas alas y patas, por eso sólo puede moverse arrastrándose por el suelo.

## Leyenda
Nace en un gallinero, de un  pequeño huevo redondo de cáscara gruesa y rugosa (aproximadamente de un centímetro de diámetro), de color blanco grisáceo, llamado huevo lloilloy o huevo lloe, el cual según la leyenda se cree que sería puesto e incubado por un gallo. Si no se elimina este huevo, a las pocas semanas se convertiría en un basilisco.
En el día, el basilisco chilote se oculta debajo de la casa del dueño del gallinero, y en la noche saldría de su escondite mientras todas las personas duermen. En ese momento emitiría un canto hipnótico similar al canto del gallo, que provocaría que las personas se mantengan dormidas. Luego de cantar, se metería en las habitaciones para poder alimentarse, al absorber el aliento y succionar la saliva de los que duermen.